# Carola (Schiff, 1968)
Die Carola ist ein Fahrgastschiff, das auf dem Titisee im Schwarzwald verkehrt. Sie gehört seit 1968 zum Bootsbetrieb-Schweizer-Titisee GmbH & Co. KG mit Sitz in Titisee-Neustadt. Deren zweites Fahrgastschiff ist die  Ingrid. Die Carola wurde 1956 als Carola III auf der Lux-Werft in Niederkassel-Mondorf am Rhein gebaut. Wann und warum die Umbenennung von  Carola III zur Carola erfolgte, ist nicht öffentlich bekannt.
Das Schiff ist 21 Meter lang, 4,50 Meter breit und hat einen Tiefgang von 0,60 Metern, nach anderer Quelle 0,85 m. Es wird von einem Elektromotor mit 20 PS Leistung angetrieben, der auf einen Schottel-Ruderpropeller wirkt. Die maximale Kapazität liegt bei 120 Personen.